# 高汝礪
高 汝礪（こう じょれい、1152年 - 1224年）は、金末の政治家。字は巌夫。応州金城県の人。

## 経歴
1179年に進士となる。1194年に章宗の元で刺史に抜擢されて実績を挙げ、2年後に中央に呼び戻されると、以後財政官僚としての道を歩む。1206年に戸部尚書に昇進するが、この頃北からはモンゴル帝国、南からは南宋の圧力が強まり財政難に陥る。更に宣宗のときにはモンゴルに追われて開封に都を遷したが、支配民族である猛安・謀克の軍兵の食糧問題が深刻化した。高汝礪は民からの税を倍にする代わりに負担の公平化を図る政策を採って辛うじて金の財政崩壊を救った。1220年には平章政事を経て右丞相・監修国史となり寿国公に封じられて死ぬまで国政を率いた。
有能な財政家・政治家であり、清廉で慎重な姿勢で皇帝への気配りを欠かさない人物ではあったが、平時なら有能な宰相と言えても、外国の侵攻によって国家存亡の危機に晒されていた時期にそれだけで十分であったのかという点では意見が分かれる人物である。